# 高木重俊
高木 重俊（たかぎ しげとし、1944年(昭和19年) 3月23日 - 2012年(平成24年) 9月1日）は、日本の漢文学者、北海道教育大学名誉教授。

## 略歴
長野県生まれ。1966年東京教育大学文学部漢文学卒、1970年同大学院文学研究科中国古典学修士課程修了。函館大学助教授、北海道教育大学函館校教授、2009年定年退任、名誉教授。2006年「初唐文学論」で、博士（文学）（筑波大学）の学位を取得。

## 著書
- 『蠣崎波響漢詩全釈 梅痩柳眠村舍遺稿』幻洋社、2002
- 『張説 玄宗とともに翔た文人宰相』大修館書店 あじあブックス、2003
- 『蠣崎波響漢詩研究』幻洋社、2005
- 『初唐文学論』研文出版、2005
- 『唐代科挙の文学世界』研文出版 研文選書、2009
- 『蠣崎波響の漢詩の世界』キャンパス・コンソーシアム函館 函館学ブックレット、2009
- 『岡本花亭』研文出版（山本書店出版部） 研文選書、2011

### 共著
- 『漢文名作選 3　漢詩』田部井文雄共著 大修館書店、1984
- 『名勝唐詩選』石嘉福共著 日本放送出版協会 NHKブックス、1996
- 『漢文名作選 古今の名詩』田部井文雄共著 大修館書店、1999